# 留守第54師団
留守第54師団（るすだいごじゅうよんしだん）は、1943年2月から1945年3月まで置かれた留守師団で、地域防衛と徴兵・訓練などに携わった大日本帝国陸軍の部隊である。はじめ姫路師管、1945年に長野師管を管轄した。長野師管区部隊の発足とともに廃止になった。

## 姫路師管で編成
近畿地方西部と中国地方東部を範囲とする姫路師管は、1940年に作られた第54師団の管区であった。留守第54師団は、1943年2月17日の昭和18年軍令甲第17号で臨時編成された。南西方面に派遣される第54師団の代わりに、姫路師管の防衛と管区業務にあたるためである。部隊名は第54師団に由来するが、別の師団長と別の指揮系統を持つ別部隊である。上級部隊は中部軍管区を管轄する中部軍であった。

## 長野師管に移転し、師管区部隊に転換
姫路師管は1945年1月22日制定（24日公布）の昭和20年軍令陸第1号による陸軍管区表改定によって、2月11日に廃止された。同時に新設されたのが長野師管で、留守第54師団は移動して東部軍管区司令部の下に入り、長野師管を管轄することになった。
1945年2月9日制定（10日公布）の昭和20年軍令陸第2号で、臨時的性格の留守師団をやめ、常設の師管区部隊をおく制度が定められた。同日の軍令陸甲第25号により、留守第54師団司令部に4月1日をもって長野師管区司令部に改称するよう命じられた。留守第54師団の司令部と各部隊は3月31日に復員（解散）した。

## 部隊の編制
戦後に作成された『帝国陸軍部隊調査表　集成表』による。「中部46部隊」等は部隊の通称号である。
- 留守第54師団司令部
- 歩兵第111連隊補充隊（中部46部隊）
- 歩兵第121連隊補充隊（中部47部隊）
- 歩兵第154連隊補充隊（中部48部隊）
- 捜索第54連隊補充隊（中部50部隊）
- 野砲兵第54連隊補充隊（中部51部隊）
- 工兵第54連隊補充隊（中部52部隊）
- 第54師団通信隊補充隊（中部53部隊）
- 輜重兵第54連隊補充隊（中部54部隊）

## 師団長
- 平林盛人 予備役陸軍中将：1945年3月1日[8] - 1945年3月29日まで。同日に長野師管区司令官[9]。